# Fila
Pour les articles homonymes, voir Fila (homonymie).
Fila est une marque italienne fondée à Biella dans le Piémont en 1911 par les frères Ettore et Giansevero Fila, spécialisée dans les vêtements de sport.

## Histoire
En 1911, les frères Fila ont une filature de laine à Biella. Très vite, leur activité se développe.
Dans les années 1950, leur usine devient une grande manufacture spécialisée dans les sous-vêtements,. L'entreprise se réoriente finalement vers l'univers sportif quelques décennies après.
En 1973, la marque lance sa première collection de vêtements de sport. Un an plus tard, elle commercialise une ligne de polos, White Line, portés par des sportifs connus. Dans les années 1970, la marque est rendue célèbre par des joueurs de tennis comme Björn Borg ou Guillermo Vilas, puis Boris Becker ou Monica Seles durant les décennies suivantes.
La famille fondatrice vend la marque en 1983 à des investisseurs américains, qui la développent dans le sportswear et la musique. Fila est alors portée par les artistes hip-hop.
Au milieu des années 1990, Fila achète la marque française Dorotennis puis, en difficulté, la revend plusieurs années après.
En 2001, le groupe italien Holding di Partecipazioni, qui détenait la marque, l'a vendue à Sport Brands International.
Elle est depuis 2007 la propriété du groupe sud-coréen Fila Korea, et son siège s'est donc déplacé à Séoul (Corée du Sud).
En 2011, l'entreprise chinoise ANTA Sports achète les droits pour utiliser la marque en Chine et à travers le monde.
En 2018, la marque organise son premier défilé de mode lors de la Fashion Week de Milan,. En juillet, elle choisit l'alpiniste Reinhold Messner comme ambassadeur,.
En 2018, Fila s'associe avec la marque de luxe Fendi. D'autres collaborations ont lieu et en novembre 2022, la collection dessinée par Haider Ackermann est présentée lors d'un défilé à Manchester.

## Sponsors
La marque de vêtements est portée sur les courts par Björn Borg , Boris Becker, Guillermo Vilas, Kim Clijsters, Monica Seles, John Isner, Sam Querrey, Marin Čilić, Diego Schwartzman, Grant Hill et Ashleigh Barty.
- L’écurie de Formule 1 Brabham avec la Brabham BT52 à moteur BMW pilotée par Nelson Piquet et Riccardo Patrese en 1983 ;
- Les comités olympiques de Corée du Sud, des Pays-Bas et de Hong Kong ;
- L'équipe du Brésil de futsal;
- Le Maccabi Tel-Aviv Football Club
- Le L.R. Vicence
- Le navigateur italien Giovanni Soldini, vainqueur du tour du monde avec escales Around Alone en 1998 ;
- La World Archery Federation[14].